# Loichinger-Schlössl

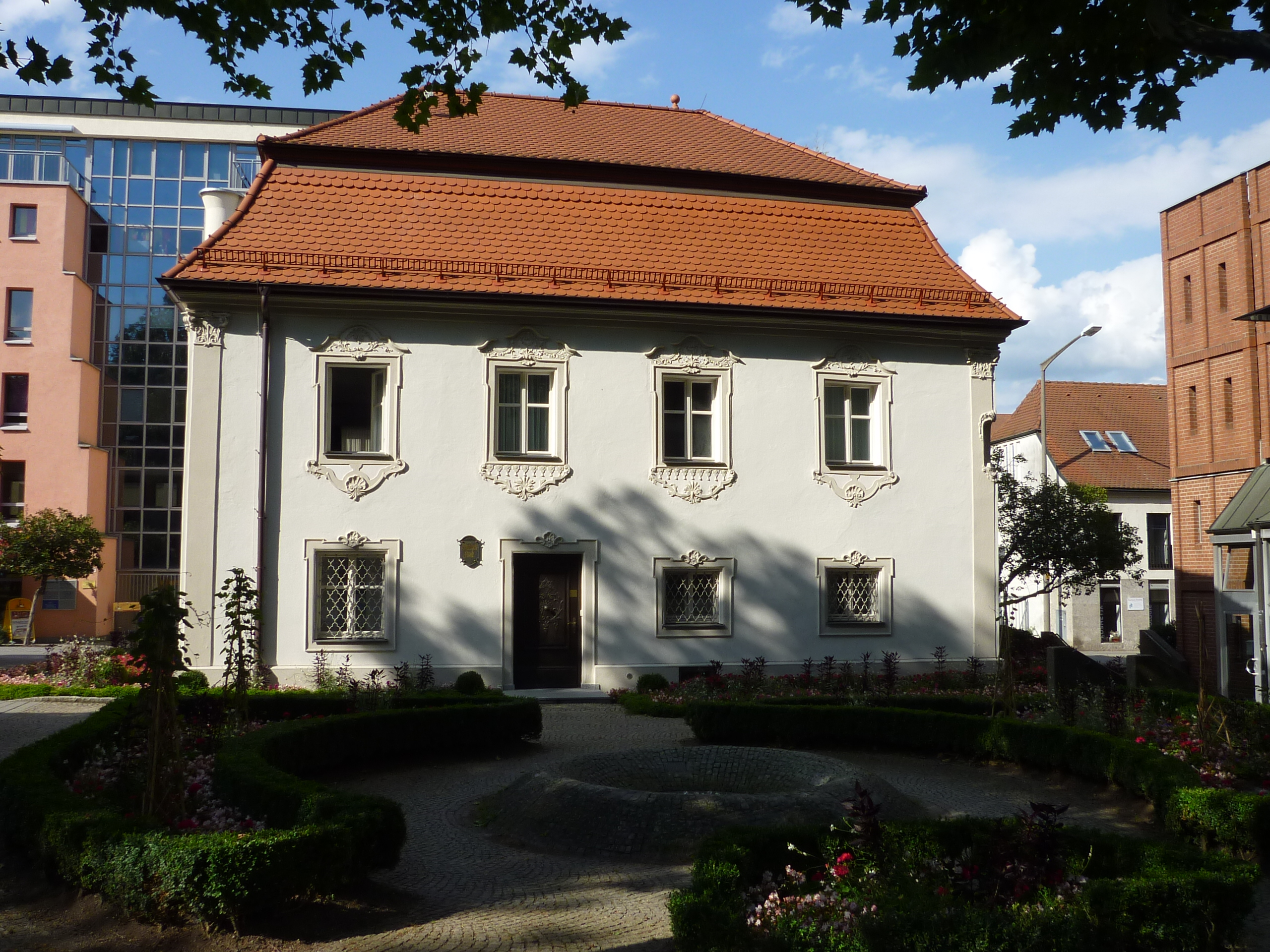
Loichinger Schlössl (2014)

Das Loichinger-Schlössl ist ein Schloss in der kreisfreien Stadt Straubing (Stetthaimerplatz 1) im Regierungsbezirk Niederbayern von Bayern. Die Anlage ist unter der Aktennummer D-2-63-000-225 als denkmalgeschütztes Baudenkmal von Straubing verzeichnet. In dem Gebäude ist das Standesamt von Straubing untergebracht.

## Geschichte
Im 18. und 19. Jahrhundert war das Gebäude als „Loichingerschlössl“ bekannt, benannt nach der gleichnamigen Brauersfamilie, die damals im Besitz des Anwesens war. Die Loichinger waren seit 1773 als Brauer in Straubing ansässig und errichteten das Anwesen zwischen 1752 und 1755. 1862 erbte Johann Nepomuk Loichinger das Gebäude und baute es zu einem repräsentativen Anwesen aus; er war eine treibende Kraft bei der Industrialisierung von Straubing. In der Zeit des Nationalsozialismus wohnte von 1937 bis 1945 hier der SS-Sturmbannführer und Oberbürgermeister Josef Reiter, wodurch sich die Bezeichnung „Bürgermeisterschlössl“ einbürgerte. Die Straubinger Stadtverwaltung hat 2020 beschlossen, wieder den alten Namen zu verwenden.

## Beschreibung
Das Gebäude ist ein zweigeschossiger Mansardwalmdachbau mit Eckpilastrierungen und Rokokogliederungen.